# Ukraińcy na Białorusi
Ukraińcy na Białorusi – mniejszość narodowa zamieszkała na Białorusi. Przedstawiciele tej społeczności są zamieszkałą poza granicami Ukrainy częścią narodu ukraińskiego. Według wyników białoruskiego spisu powszechnego z 2009 Ukraińcy są trzecią pod względem liczebności mniejszością narodową na Białorusi.

## Historia
Południowo-zachodnia część Białorusi – położona nad takimi rzekami jak Bug, Prypeć, Jasiołda i Narew – uważana jest przez szereg badaczy za część ukraińskiego  terytorium etnicznego. W skład tego terytorium (nazywanego również ziemią brzeską, ukr. Berestejszczyna) mają wchodzić w całości współczesne białoruskie rejony: małorycki, kamieniecki, brzeski, żabinecki, bereski, drohiczyński, janowski, piński, stoliński oraz części rejonów: prużańskiego, hancewickiego, iwacewickiego, lachowickiego oraz łuninieckiego. Wyniki rosyjskiego spisu powszechnego z 1897 stanowią dla ukraińskich badaczy podstawę do zaliczenia większości ówczesnej ludności tych ziem do narodu ukraińskiego. W 1914 Moskiewska Komisja Dialektologiczna Cesarskiej Akademii Nauk uznała dominujące w tym regionie gwary za należące do kompleksu gwar północnoukraińskich. Niemniej jednak wyniki późniejszych spisów powszechnych (radzieckiego z 1926 oraz polskiego z 1931) pozwalały już  – przynajmniej formalnie –  zaliczyć większość ludności z obszarów południa dzisiejszej Białorusi do narodu białoruskiego, a nie ukraińskiego. 
W okresie międzywojennym tereny ziemi brzeskiej wchodziły w skład II Rzeczypospolitej. Dość szeroką ukraińską działalność kulturalną rozwijała tam wówczas Proswita (w przededniu wybuchu II wojny światowej funkcjonowała między innymi ukraińska biblioteka w Brześciu, a w 127 wsiach znajdowały się czytelnie Proswity). Jeszcze w roku szkolnym 1939/1940 na ziemi brzeskiej funkcjonowało 49 szkół ukraińskich. Sytuacja zmieniła się po 17 września 1939, gdy opisywane tereny znalazły się w składzie Białoruskiej SRR, a miejscowa ludność zaczęła być oficjalnie uważana en bloc za Białorusinów. Polityka narodowościowa nowych władz doprowadziła do zaniku ukraińskiego życia kulturalno-oświatowego na tych terenach. 
Zinstytucjonalizowane formy ukraińskiego życia społecznego pojawiły się ponownie na Białorusi dopiero po rozpadzie ZSRR w 1991. Centrum odrodzenia kulturalnego białoruskich Ukraińców znajdowało się właśnie na ziemi brzeskiej. Na początku lat 90. XX w. w Brześciu powstały organizacje o nazwach Ukrajinśke hromadśko-kulturne objednannia „Berestejszczyna” oraz  Proswita Berestejszczyny imeni Tarasa Szewczenka. W tym samym czasie ukazały się pierwsze numery pism „Hołos Berestejszczyny” oraz „Berestejśkyj kraj”. Po kilku latach oba czasopisma zawiesiły działalność wydawniczą, a organizacje jako niespełniające nowych warunków rejestracji prawnej, ogłoszonych przez białoruskie władze w 1995, zostały rozwiązane. W marcu 1996 w Brześciu wyemitowano pierwszą w historii Białorusi ukraińskojęzyczną audycję telewizyjną.
Na początku XXI wieku na Białorusi istniało dziesięć ukraińskich organizacji społeczno-kulturalnych.
Respublikanski centr nacyjanalnych kultur (powołana w 1994 instytucja koordynacyjna Ministerstwa Kultury Republiki Białorusi) podaje, iż na Białorusi działają obecnie następujące organizacje mniejszości ukraińskiej:
- Biełorusskoje obszczestwiennoje objedinienije ukraincew „Watra” (biał. Biełaruskaje hramadskaje abjadnannie ukraincau „Watra”);
- Gorodskaja obszczestwiennaja organizacija ukraincew „Radisław” (biał. Haradskaja hramadskaja arhanizacyja ukraincau „Radysłau”);
- Kulturno-proswietitielskoje obszczestwo „Wierchowina” (biał. Kulturna-aswietnaje tawarystwa  „Wierchawina”);
- Kulturno-proswietitielskoje obszczestwiennoje objedinienije ukraincew «Dniepr» (biał. Kulturna-aswietnaje hramadskaje abjadnannie ukraincau «Dniapro»);
- Kulturno-proswietitielskoje obszczestwo ukraincew „Krajany” (biał. Kulturna-aswietnaje tawarystwa ukraincau „Krajany”);
- Kulturno-proswietitielskoje ukrainskoje obszczestwo „Obrij” (biał. Kulturna-aswietnaje ukrainskaje tawarystwa „Obrij”);
- Minskoje gorodskoje obszczestwiennoje objedinienije ukraincew „Zapowit” BOOU „Watra” (biał. Minskaje haradskoje hramadskaje abjadnannie ukraincau „Zapowit” BGAU „Watra”);
- Bobrujskoje gorodskoje kulturno-proswietitelskoje obszczestwo ukraincew „Sławuticz” (biał. Babrujskaje haradskoje kulturna-aswietnickaje tawarystwa ukraincau „Sławucicz”);
- Obszczestwiennoje objedninienije ukraincew i nauczno-piedagogiczeskij sojuz „Bierieginia” (biał. Hramadskaje abjadnannie ukraincau i nawukowa-piedahahiczny sajuz „Bierahinia”);
- Grodnienskoje kulturno-proswietitielskoje obszczestwiennoje objedinienije ukraincew „Borwinok” (biał. Hrodzienskaje kulturna-aswietnaje hramadskaje abjadnannie ukraincau „Barwinak”);
- Obszczestwiennoje objedinienije „Centr ukrainskoj kultury «Sicz»” (biał. Hramadskaje abjadnannie „Centr ukrainskaj kultury «Sicz»”);
- Mołodiożnoje obszczestwiennoje objedinienije „Ukrainskoje muzykalnoje obszczestwo «Krinicia»” (biał. Maładziożnaje hramadskaje abjadnannie  „Ukrainskaje muzycznaje tawarystwa «Krinicia»”);
- Lidskaja rajonnaja organizacija „Triembita” Biełorusskogo obszczestwiennogo objedinienija ukraincew „Watra”.

## Liczebność

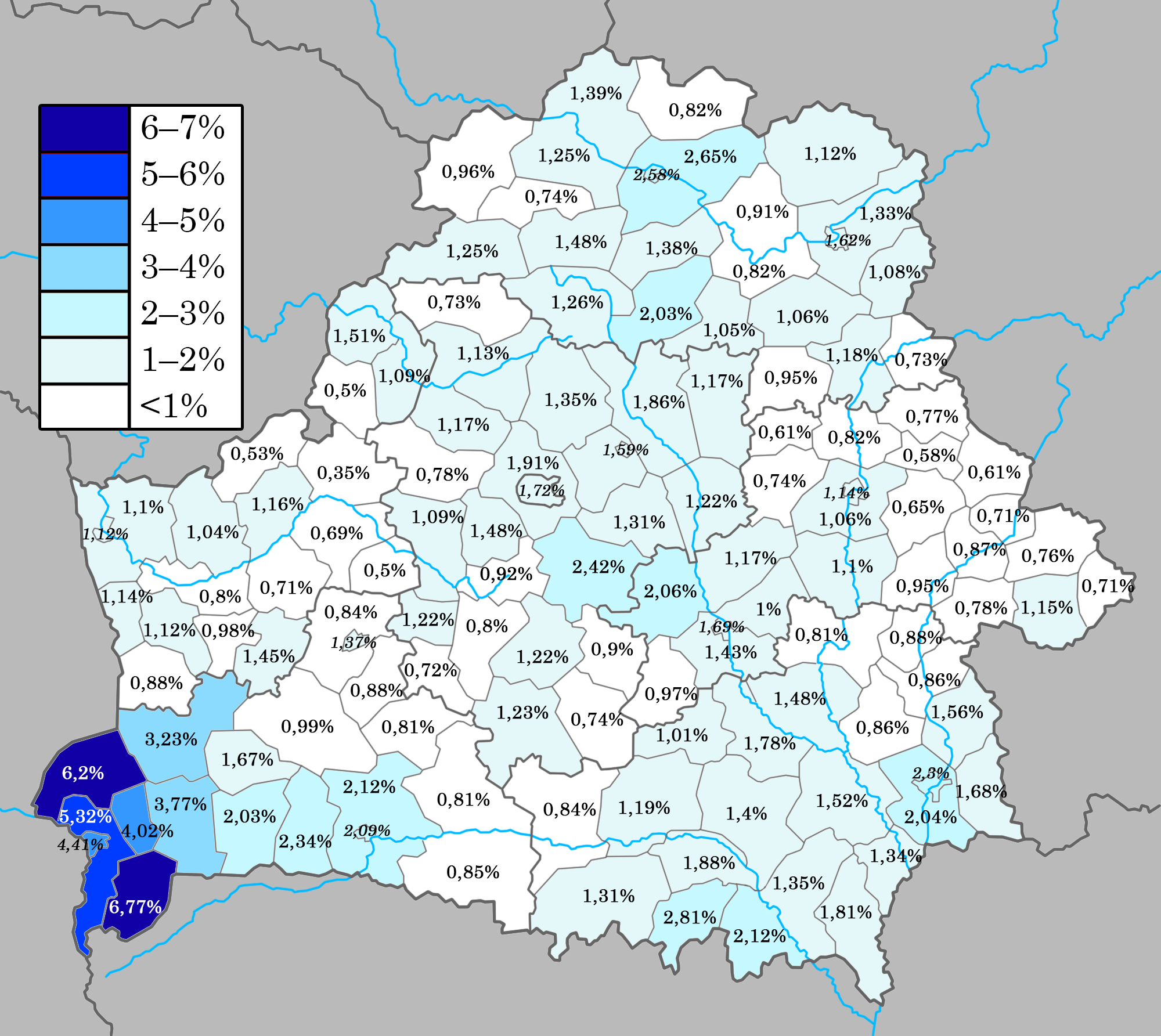
Rozmieszczenie Ukraińców na Białorusi według wyników spisu ludności z 2019

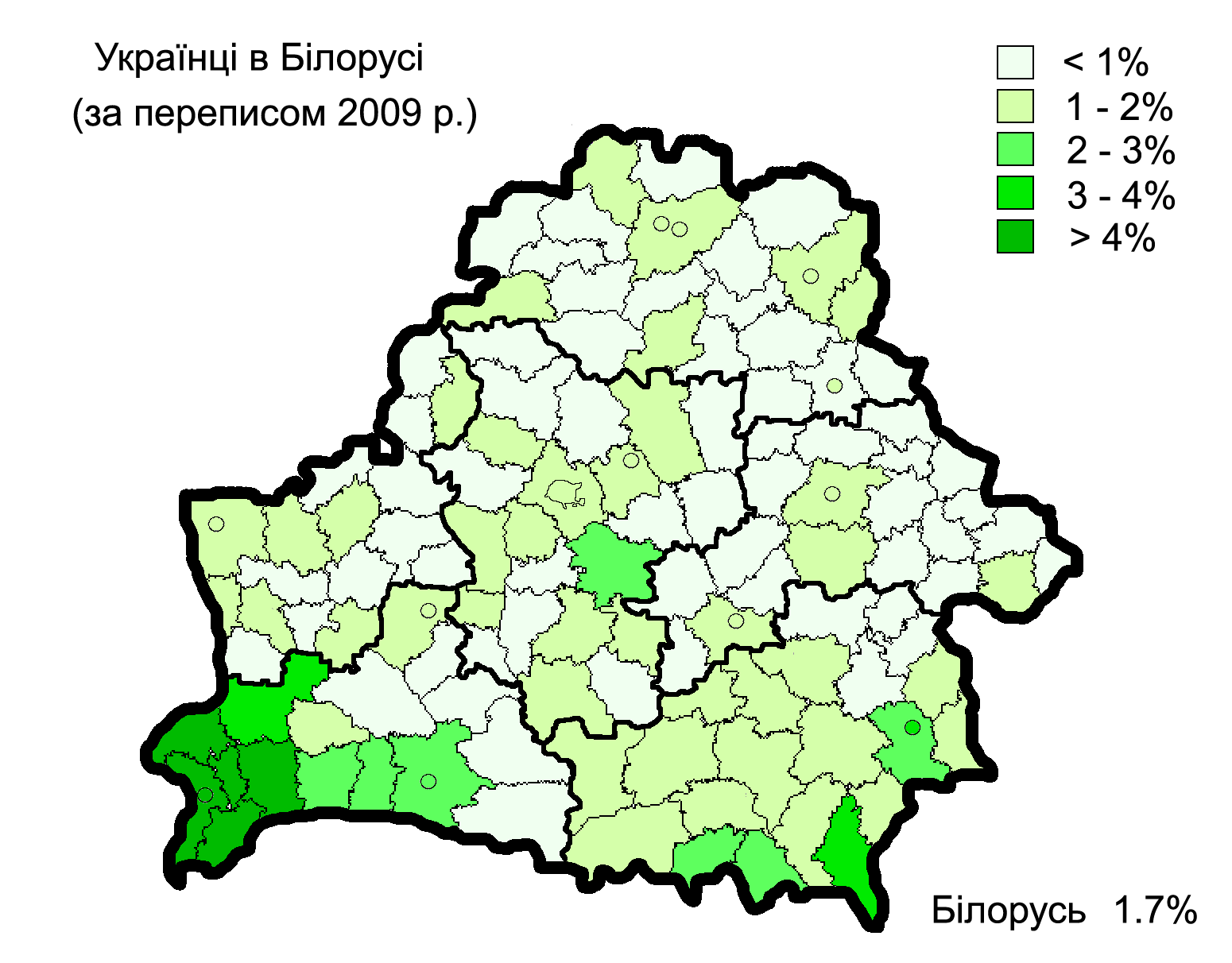
Rozmieszczenie Ukraińców na Białorusi według wyników spisu ludności z 2009

Skład narodowościowy Białorusi po 1945 można określić na podstawie wyników kolejnych spisów ludności, przeprowadzanych w latach: 1959, 1970, 1979, 1989, 1999 oraz 2009. Według wyników spisu z 2009 Ukraińcy są trzecią pod względem liczebności mniejszością narodową w tym kraju (po Rosjanach i Polakach). Spis z 2009 ujawnił, iż na Białorusi mieszka 158 723 Ukraińców, co stanowi 1,67% ludności państwa. W 2009 w miastach zamieszkiwało 122 550 przedstawicieli mniejszości ukraińskiej na Białorusi (77,21%). Na obszarach wiejskich zamieszkiwało 36 173 białoruskich Ukraińców (22,79%).
Według wyników spisu ludności z 2009 językiem ojczystym dla 97 139 białoruskich Ukraińców jest język rosyjski (61,20%). Język ukraiński podało jako swój język ojczysty 46 403 przedstawicieli tej mniejszości (29,24%). Język białoruski jest ojczystym dla 12 497 białoruskich Ukraińców (7,87%). W białoruskim spisie powszechnym znalazło się również pytanie o język zazwyczaj używany przez respondenta w domu. Wśród przedstawicieli społeczności ukraińskiej językiem używanym w domu był przede wszystkim rosyjski (140 249 osób, co stanowi 88,36% białoruskich Ukraińców). Oprócz języka rosyjskiego respondenci wymieniali również język białoruski (9 701, czyli 6,11%) oraz ukraiński (5 578, czyli 3,51%).
Liczba osób, która zadeklarowała swoją przynależność do narodu ukraińskiego w spisie z 2009 roku w podziale na poszczególne jednostki administracyjne Białorusi przedstawia się następująco:
| Jednostka administracyjna | Liczba Ukraińców | %    |
| ------------------------- | ---------------- | ---- |
| Obwód brzeski             | 40 046           | 2,85 |
| Obwód grodzieński         | 14 983           | 1,40 |
| Obwód homelski            | 30 920           | 2,15 |
| Mińsk                     | 27 362           | 1,49 |
| Obwód miński              | 17 745           | 1,25 |
| Obwód mohylewski          | 13 110           | 1,19 |
| Obwód witebski            | 14 557           | 1,18 |
| Źródło:                   |                  |      |

Niniejszy wykres prezentuje liczbę ukraińskich deklaracji narodowościowych w trakcie kolejnych spisów powszechnych przeprowadzanych w Białoruskiej SRR (1959, 1970, 1979, 1989) oraz na Białorusi (1999, 2009):